# Великое наводнение 1862 года
Великое наводнение 1862 года было крупнейшим наводнением в письменной истории Орегона, Невады и Калифорнии, происходившим с декабря 1861 года по январь 1862 года. Ему предшествовали недели непрерывных дождей и снегопадов на очень больших высотах, которые начались в Орегоне в ноябре 1861 года и продолжались до января 1862 года. За этим последовало рекордное количество дождей с 9 по 12 января, что способствовало наводнению, которое распространилось от реки Колумбия на юг в западном Орегоне и через Калифорнию до Сан-Диего, а вглубь страны до современного Айдахо (на тот момент — часть территории Вашингтон), Невады, а также Юты и Аризоны (части бывших территорий Юта и Нью-Мексико соответственно). За время наводнения, в течение 43 дней, суммарно было сброшено 3 метра воды в Калифорнии в виде дождя и снега. Обильные снегопады в горах на крайнем западе Северной Америки вызвали новые наводнения в Айдахо, Аризоне, Нью-Мексико, а также в Нижней Калифорнии и Соноре (Мексика) следующей весной и летом, когда снег таял.
Наводнение завершилось сильным тёплым штормом, растопившим большой снежный покров. В результате таяния снега были затоплены долины, затоплены или смыты города, мельницы, плотины, каналы, дома, заборы и домашние животные, разрушены поля. Наводнение было описано как самая страшная катастрофа, когда-либо обрушившаяся на Калифорнию. Штормы нанесли ущерб примерно на 100 миллионов долларов (в долларах США 1861 года), что примерно равно 3,117 миллиарда долларов в долларах США 2021 года. Губернатор, члены законодательного собрания штата и прочие государственные служащие не получали зарплату в течение полутора лет. По оценкам, в результате наводнения в Калифорнии погибло не менее 4000 человек, что в то время составляло примерно 1 % населения штата.

## Воздействие по регионам

### Айдахо
Во внутренних районах территории Вашингтон (на территории современного Айдахо) шторм, вызвавший наводнение в Орегоне, вылил осадки в виде беспрецедентного снегопада. Наводнение на реке Колумбия и снег в горах перекрыли поставки в новые шахтёрские города на реке Салмон, что привело к голоду среди горняков Флоренции (Айдахо), которые оказались отрезаны с декабря по май 1862 года. К началу июля, когда огромный слой снега в горах наконец растаял, его сток вызвал сильное наводнение. Река Бойсе разлилась из-за чрезвычайно высокого стока и, как полагают, была в четыре раза больше, чем во время её крупнейшего зарегистрированного паводка в 1943 году. Паводковые воды заставили реку расшириться до нескольких миль в ширину. Они смыли или перекрыли первоначальный маршрут Орегонской тропы в долине реки.

### Калифорния
Калифорния пострадала от сочетания непрекращающихся дождей, снега, а затем беспрецедентно высоких для зимы температур. В Северной Калифорнии в конце ноября и в первые несколько дней декабря шёл сильный снегопад, когда температура поднималась необычайно высоко, пока не пошёл дождь. Было четыре различных периода дождей: первый произошёл 9 декабря 1861 г., второй — 23—28 декабря, третий — 9—12 января и четвёртый — 15—17 января .

#### Северная Калифорния
Форт Тер-Вау, расположенный в Кламат-Глене, был разрушен наводнением в декабре 1861 года и заброшен 10 июня 1862 года. Смыло мосты в округах Тринити и Шаста. В Ред-Доге в округе Невада Уильям Бегол сообщил, что с 23 декабря по 22 января выпало в общей сложности 25,5 дюймов (650 мм) осадков, а только 10 и 11 января выпало более 11 дюймов (280 мм) осадков.
В Уивервилле Джон Карр был свидетелем внезапного таяния снега из-за ливня и начала наводнения в декабре 1861 года на реке Тринити:

С ноября до конца марта была череда штормов и наводнений… Земля была покрыта снегом 1 фут (30 см) глубиной, а в горах намного глубже. …Вода в реке… казалась каким-то могучим неуправляемым чудовищем разрушения, вырвавшимся из своих оков, неудержимо мчащимся вперёд и повсюду несущим на своём пути разорение и разрушение. При подъёме река казалась самой высокой в середине… От головного посёлка до устья реки Тринити на протяжении ста пятидесяти миль всё было уничтожено. Не осталось ни моста, ни шахтного колеса, ни промывочного лотка. Та же участь постигла части ранчо и шахтёрских хижин. Труд сотен людей и их многолетние сбережения, вложенные в мосты, шахты и ранчо, были сметены. Через сорок восемь часов долина Тринити опустела. Округ так и не оправился от того катастрофического наводнения. Многие шахтные колеса и мосты никогда не восстанавливались.
Два года спустя Уильям Х. Брюэр увидел обломки минувшего наводнения возле города Кресент-Сити:

Случившееся два года назад наводнение принесло огромное количество обломков деревьев и коряг со всех рек вдоль побережья, и они были выброшены вдоль этой части побережья в ошеломляющих количествах. Казалось, что я увидел на десяти милях вдоль берега достаточно, чтобы сделать миллион брёвен… Одна из них, которую я измерил, имела длину 210 футов (64 м) и ширину 3 1/ 2 фута (1,1 м) на меньшем конце, без коры.:495

#### Центральная долина
Долины Сакраменто и Сан-Хоакин были затоплены полностью. Площадь около 300 миль (480 км) в длину, в среднем 20 миль (32 км) в ширину и площадью от 5 до 6 тысяч квадратных миль (от 13 до 16 тысяч км) оказалась под водой. Вода, затопившая Центральную долину, достигла глубины до 30 футов (9,1 м), полностью погрузив в воду только что установленные телеграфные столбы между Сан-Франциско и Нью-Йорком. Транспорт, почта и связь по всему штату были нарушены на месяц. Вода покрывала части долины с декабря 1861 до лета 1862 года.

Сезон дождей начался 8 ноября, и в течение четырёх недель, почти без перерыва, в Сан-Франциско шёл очень слабый дождь, а во внутренних районах — сильные ливни. Согласно заявлению газеты Grass Valley, девять дюймов дождя выпало там за тридцать шесть часов 7-го и 8-го числа… На следующий день русла рек были заполнены почти до вершин холмов. Северная развилка Американ-Ривер в Оберне поднималась на тридцать пять футов, и во многих других горных ручьях подъем был почти таким же большим. 9-го наводнение достигло низменности долины Сакраменто.

#### Сакраменто

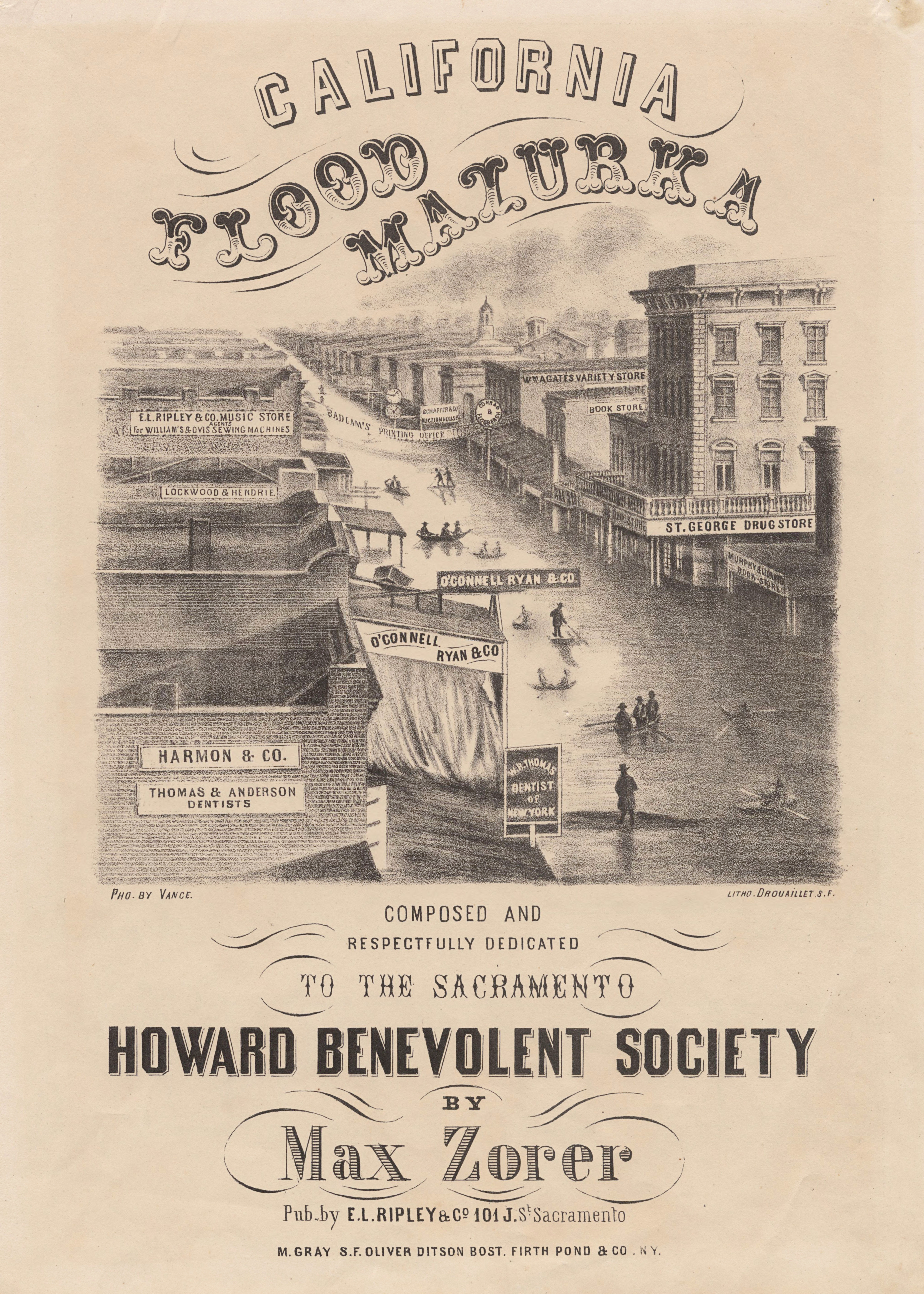
Нотная обложка с изображением наводнения в Сакраменто

Сакраменто, расположенный при слиянии рек Сакраменто и Американ, первоначально был построен на высоте 16 футов (4,9 м) над отметкой отлива, и река обычно поднималась на высоту от 17 до 18 футов (от 5,2 до 5,5 метров) почти каждый год. 27 декабря 1861 года уровень наводнения в реке Сакраменто достиг 22 футов и 7 дюймов (6,88 м) над отметкой отлива после подъёма на 10 футов (3,0 м) за предыдущие 24 часа.
Пойма Сакраменто быстро была заселена во время золотой лихорадки и служила центральным узлом коммерции и торговли, а также штабом политического руководства, законодательного собрания штата Калифорния. Ландшафт города, расположенного в месте слияния рек Американ и Сакраменто, был признан уязвимым к наводнениям. Джон Мьюир отмечал масштабы сезонных наводнений в Сакраменто: «…Сильнейшие наводнения случаются зимой, когда можно было бы предположить, что все бушующие воды будут заглушены и скованы морозом и снегом… редко тёплые дожди и ветры проникают через горы и отодвигают снеговую линию с 2000 до 8000 футов или даже выше, а затем наступают большие паводки».
Чтобы прорвать дамбу, была послана бригада заключенных. Когда дамба, наконец, прорвалась, вода хлынула из центра города и снизила уровень затопления на 5-6 футов (1,5—1,8 метра). В конце концов уровень воды упал до уровня самой низкой части города. С 23 января 1862 года столица штата была перенесена из затопленного Сакраменто в Сан-Франциско.

##### Повреждение дамбы
Город Сакраменто пострадал сильнее других из-за своей дамбы, которая лежала в широкой и плоской долине на стыке рек Американ и Сакраменто. Когда паводковые воды поступали с возвышенности с востока, дамба стала плотиной, удерживающей воду в городе и позволяющей ей вытекать. Вскоре уровень воды внутри был на 10 футов (3,0 м) выше, чем уровень реки за пределами города.
Десятки деревянных домов, некоторые высотой в два этажа, были просто подняты и унесены наводнением, как и «все дрова, большая часть заборов и сараев, вся домашняя птица, кошки, крысы и множество коров и лошадей». Непропорционально сильно пострадало китайское население города, которое жило в скверно построенных трущобах.

##### Восстановление города
Политики устранили риск наводнения, вложив более 1,5 миллиона долларов в борьбу с наводнениями и их предотвращение с помощью улучшенной системы дамб вокруг Сакраменто и его окрестностей.
Власти Сакраменто приложили усилия, чтобы изменить основание города, изменив русло реки Американ-Ривер, укрепив установленную систему дамб и приняв рассчитанный на два десятилетия проект по поднятию города выше уровня наводнения. Из-за высоких затрат, связанных с ликвидацией последствий наводнения, город Сакраменто обратился за помощью к компании, управляющей Трансконтинентальной железной дорогой (Transcontinental Railroad Co.), что стало важным поворотным моментом в обеспечении устойчивости и реконструкции дамбы. До большого наводнения прорывы и обрушения дамб вызвали большие разрушения в результате наводнения. Трансконтинентальная железная дорога проложила пути через Сьерра-Неваду и разместила свою основную ремонтную и производственную линию в Сакраменто. Более 14 000 человек из числа китайских рабочих реконструировали дамбы под руководством Чарльза Крокера, главного подрядчика Central Pacific Railroad.

#### Южная Калифорния
В Южной Калифорнии, начиная с 24 декабря 1861 года в Лос-Анджелесе и на протяжении 28 дней шёл дождь. 18 января шахтёрский городок Эльдорадовиль, находившийся на высоте 1866 футов (569 м) в горах Сан-Габриэль, был полностью смыт паводковыми водами. Наводнение утопило тысячи голов крупного рогатого скота и смыло фруктовые деревья и виноградники, которые росли вдоль реки Лос-Анджелес. В течение пяти недель в Лос-Анджелес не поступало никакой почты. Газета The Los Angeles Star написала:

Дорога от перевала Техон, как сообщается, была почти полностью размыта. Гора Сан Фернандо может быть преодолена только по старой тропе … через вершину горы. Равнина изрезана ущельями и ручьями, и потоки несутся вниз с каждого склона.
Равнины округа Лос-Анджелес, которые в то время представляли собой болотистую местность с множеством небольших озёр и несколькими извилистыми горными ручьями, были сильно затоплены, и большая часть сельскохозяйственных построек, расположенных вдоль рек, была разрушена. На большей части низменностей были затоплены небольшие поселения. Эти затопленные районы образовали большую систему озёр с множеством мелких ручьев. Несколько более мощных течений прорезали русла через равнину и понесли сток к морю.
В округе Сан-Бернардино все плодородные поля, находящиеся на берегу реки, и все здания, кроме церкви и одного дома колонии Агуа-Манса, были смыты рекой Санта-Ана, вышедшей из берегов. Отец Борготта, позвонив в церковный колокол в ночь 22 января 1862 года, предупредил жителей о приближении наводнения, и все спаслись.

#### Экономическое влияние
В марте 1862 года Ассоциация производителей шерсти сообщила, что в результате наводнения погибло 100 000 овец и 500 000 ягнят. Сообщалось, что даже устричные заросли в заливе Сан-Франциско недалеко от Окленда умирают от воздействия огромного количества пресной воды, поступающей в залив. Залив, переполненный от осадков, покрыл устричные грядки. Четверть крупного рогатого скота в Калифорнии, который по некоторым оценкам составлял 800 000 голов, погибла в результате наводнения, что ускорило конец скотоводческого хозяйства, основанного на использовании ранчо. Было уничтожено от одной четверти до одной трети государственного имущества, а каждый восьмой дом был унесён или разрушен паводковыми водами. Горнодобывающее оборудование, такое как шлюзы, каналы, колёса и буровые вышки, наводнение развезло по всему штату.
По предварительной оценке, материальный ущерб составил 10 миллионов долларов. Однако позже было подсчитано, что примерно четверть налогооблагаемой недвижимости в штате Калифорния была уничтожена в результате наводнения. Властям едва не пришлось объявить о банкротстве из-за ущерба от наводнения и потери части налоговых поступлений.

## Текущий интерес

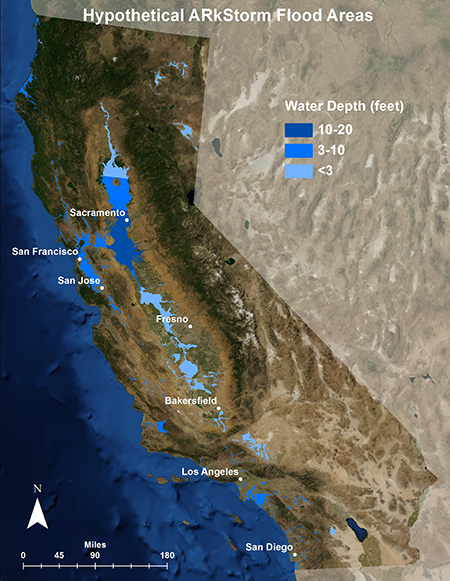
Карта зоны затопления гипотетического события ARkStorm

Буря не была уникальным явлением для этого региона. Были обнаружены геологические свидетельства того, что массовые наводнения, равные или превышающие по силе Великое наводнение 1862 года, происходили в Калифорнии примерно каждые 100—200 лет. Геологическая служба США разработала гипотетический сценарий, известный как «ARkStorm», который мог бы быть задействован, если бы подобное событие произошло в современной Калифорнии. Если бы такой шторм случился сейчас, он, вероятно, причинил бы ущерб от 725 миллиардов до 1 триллиона долларов и убил бы около 395 000 человек (если бы он убил 1 % населения штата, как и в прошлый раз).